# Evry
EVRY A/S — норвезька компанія з інформаційних технологій, що надає послуги, пов'язані з обчисленням, включаючи операції, аутсорсингу та онлайн-банкінгу. Штаб-квартира компанії розташована в Осло. Створена у 2010 році після злиття норвезької EDB Business Partner ASA та скандинавської корпорації ErgoGroup . Станом на 2018 рік, налічує 8545 працівників та 135 офісів у 16 країнах.
Із 2011 року, EVRY володіє 100% української IT-компанії Infopulse , що входить до складу норвезької компанії як дочірня.  
У 2013 р. EVRY придбала Span Infotech, індійську ІТ-компанію, яка була перейменована в EVRY India.
18 червня 2019 року було оголошено, що фінська корпорація Tieto має намір придбати EVRY; сума угоди складає 1,3 мільярда євро. У разі схвалення акціонерами поглинання має бути завершене у 2019 або у першій половині 2020 року. Об'єднана компанія матиме назву TietoEVRY.